# Prasurmpur
Prasurmpur (nep. पर्शुरामपुर) – gaun wikas samiti w środkowej części Nepalu w strefie Narajani w dystrykcie Bara. Według nepalskiego spisu powszechnego z 2001 roku liczył on 679 gospodarstw domowych i 5091 mieszkańców (2367 kobiet i 2724 mężczyzn).